# شیرانویی کوئه‌مون
شیرانویی کوئه‌مون (به ژاپنی: 不知火 光右衛門) کُشتی‌گیر سوموی اهل استان کوماموتو در کشور ژاپن است که یازدهمین کشتی‌گیر دارای رتبهٔ یوکوزونا محسوب می‌شود. وی در سال ۱۸۶۳ میلادی به این مرتبه ارتقا یافت و در سال ۱۸۶۹ میلادی بازنشست شد. شیرانویی کوئه‌مون توانست ۳ بار قهرمان (یوشو) مسابقات سومو شود.